# انتخابات قيادة الليكود 2019
أجرى حزب الليكود انتخابات قيادة في 26 ديسمبر 2019. وهزم الرئيس الحالي بنيامين نتنياهو جدعون ساعر بأغلبية كبيرة.

## خلفية
بعد الانتخابات التشريعية الإسرائيلية في أبريل 2019, لم يتمكن نتنياهو من تشكيل ائتلاف بحلول الموعد النهائي في 29 مايو. بدلاً من السماح لبيني غانتس بمحاولة تشكيل ائتلاف خاص به, حلت غالبية أعضاء الكنيست نفسها, وأجريت انتخابات مبكرة في 17 سبتمبر 2019.
كانت الانتخابات الثانية غير حاسمة, مما أدى إلى تحذيرات من إجراء انتخابات ثالثة. واعتبرت المعارضة والجمهور أن التهديد غير مقبول, ودعا نتنياهو غانتس إلى تشكيل حكومة وحدة وطنية, حتى أنه عرض التنازل عن المنصب الأعلى في وقت ما في المستقبل. رفض غانتس هذا العرض, مشيرًا إلى أن حكومة الوحدة المقترحة لنتنياهو ستضم جميع حلفاء نتنياهو اليمينيين, لكن لن تشمل أيًا من حلفاء غانتس من يسار الوسط. كما رفض غانتس الجلوس مع الليكود طالما كان نتنياهو زعيمه, بسبب القضايا الجنائية ضد نتنياهو.
في أكتوبر 2019, وسط محادثات ائتلافية, أشار نتنياهو إلى أنه يفكر في إجراء انتخابات تمهيدية مبكرة لقيادة الحزب. قال جدعون ساعر في تغريدة: «أنا جاهز». بعد أن قرر نتنياهو عدم إجراء انتخابات زعامة, قال ساعر إنه سيخوض الانتخابات المقبلة وسيدعم نتنياهو حتى ذلك الحين.
في 21 نوفمبر 2019, اتُهم نتنياهو رسميًا بخيانة الأمانة وقبول الرشاوى والاحتيال. نتيجة لائحة الاتهام, بدأ البعض في الليكود بدعم ساعر في محاولته لرئاسة الحزب. في 24 نوفمبر 2019, طلب ساعر من لجنة الليكود المركزية تحديد موعد لسباق قيادة الحزب في غضون أسبوعين. في 25 ديسمبر 2019, قال نتنياهو إنه إذا فاز, فلن تكون هناك انتخابات لقائمة الحزب في مارس.

## الاقتراع
| تصويت             | تاريخ          | نتنياهو | ساعر | أخرى / لا أعرف |
| ----------------- | -------------- | ------- | ---- | -------------- |
| بي نيوز (ستروبول) | 24 نوفمبر 2019 | 81%     | 10%  | 9%             |
| القناة 13         | 25 نوفمبر 2019 | 53%     | 40%  | 7%             |
| والا!             | 26 نوفمبر 2019 | 82%     | 12%  | 6%             |
| القناة 12         | 26 نوفمبر 2019 | 89%     | 4%   | 7%             |

## نتائج
| مرشح            | الأصوات | النسبة المئوية |
| --------------- | ------- | -------------- |
| بنيامين نتنياهو | 41,792  | 72.5%          |
| جدعون ساعر      | 15,885  | 27.5%          |

فاز ساعر بسبعة مراكز اقتراع من أصل 116, وفاز نتنياهو بالباقي. كانت جميع انتصارات ساعر تقريبًا في البلدات والمدن ذات الأغلبية الدرزية, مما يشير إلى أن الناخبين الدروز ما زالوا مستائين من دعم نتنياهو لمشروع قانون دولة الأمة لعام 2018.